# Seymour L. Gross
Seymour Lee Gross (* 28. Januar 1926 in New York; † 15. November 1998 in Albuquerque) war ein amerikanischer Literaturwissenschaftler, der besonders mit Arbeiten zu Nathaniel Hawthorne und Herman Melville hervorgetreten ist.
Gross studierte an der University of Denver (A.B. 1949, A.M. 1950) und promovierte 1954 an der University of Illinois mit einer Arbeit zu den Kurzgeschichten Hawthornes zum Ph.D. Anschließend lehrte er englische und besonders amerikanische Literatur an der Indiana University South Bend-Mishawaka, später an der University of Notre Dame.

## Werke
- A Scarlet Letter Handbook. Wadsworth, San Francisco 1960.
- (Hrsg. mit Milton R. Stern): American Literature Survey: Colonial and Federal to 1800. Viking, New York 1962, erweiterte Ausgabe 1973.
- A Benito Cereno Handbook. Wadsworth, Belmont CA 1965.
- (Hrsg. mit John Edward Hardy): Images of the Negro in American Literature. University of Chicago Press, Chicago 1966.

| Personendaten    | Personendaten                           |
| ---------------- | --------------------------------------- |
| NAME             | Gross, Seymour L.                       |
| ALTERNATIVNAMEN  | Gross, Seymour Lee (vollständiger Name) |
| KURZBESCHREIBUNG | amerikanischer Literaturwissenschaftler |
| GEBURTSDATUM     | 28. Januar 1926                         |
| GEBURTSORT       | New York City                           |
| STERBEDATUM      | 15. November 1998                       |
| STERBEORT        | Albuquerque                             |